# Bam-gwa nat
Bam-gwa nat (밤과 낮?, lett. "Notte e giorno") è un film del 2008 diretto da Hong Sang-soo.
È stato presentato in concorso alla 58ª edizione del Festival di Berlino.

## Trama
Sung-nam, pittore coreano quarantenne, lascia il proprio Paese e fugge a Parigi dopo essere stato condannato perché coinvolto in consumo di marijuana. Trova riparo in un albergo gestito da un connazionale e inizia a girovagare per la città pensando di trovare ispirazione per la sua pittura. Nonostante l'iniziale nostalgia della moglie, si innamorerà di una giovane studentessa d'arte coreana.

## Distribuzione
Dopo l'anteprima del 12 febbraio 2008 al Festival di Berlino, il film è stato distribuito in Corea del Sud a partire dal 28 febbraio.
Successivamente è stato proiettato al Festival di Karlovy Vary (4 luglio), al Festival internazionale del cinema di Rio de Janeiro (26 settembre), al New York Film Festival (4 ottobre), al Torino Film Festival (22 novembre), al Festival di Locarno (11 agosto 2009) e al Festival del Cinema Indipendente di Buenos Aires (14 aprile 2013).

### Date di uscita
- Corea del Sud (밤과 낮) - 28 febbraio 2008
- Francia (Night and Day) - 23 luglio 2008
- Giappone (アバンチュールはパリで) - 17 ottobre 2009
- USA (Night and Day) - 23 ottobre 2009
- Portogallo (Noite e Dia) - 27 maggio 2010

## Accoglienza

### Incassi
Il film ha incassato $75.557 in Corea del Sud e $133.302 in Francia.

### Critica
Il sito Metacritic assegna al film un punteggio di 73 su 100 basato su 5 recensioni, mentre il sito Rotten Tomatoes riporta il 92% di recensioni professionali con un giudizio positivo, con un voto medio di 7,3 su 10.
Keith Uhlich del magazine Time Out lo ha definito «uno straordinario studio dei personaggi» in cui il regista «cancella completamente la linea che separa il reale dalla finzione», Jeannette Catsoulis del New York Times «uno studio sconcertante sullo sviluppo interrotto maschile» e Derek Elley di Variety «un film molto coreano nel suo contenuto emozionale, pur mantenendo una distanza scherzosa abbastanza francese... uno dei suoi prodotti metafisici più leggeri e facilmente digeribili fino ad oggi».
Su The Hollywood Reporter, Maggie Lee ha scritto: «Al di là dall'affermazione della critica riguardo ad un cambio nello stile, gli intellettuali ammiratori di Hong apprezzeranno ancora il suo linguaggio cerebrale, i dialogo sfumati e le osservazioni comiche di un coreano all'estero».

## Riconoscimenti
- 2008 - Festival internazionale del cinema di Berlino
  - Nomination Orso d'oro per il miglior film
- 2008 - Asia Pacific Screen Awards
  - Nomination miglior sceneggiatura a Hong Sang-soo
- 2008 - Buil Film Awards
  - Miglior film
- 2008 - Busan Film Critics Association
  - Miglior film
  - Miglior attrice emergente a Park Eun-hye
- 2008 - Cines del Sur
  - Nomination Alhambra d'oro al miglior film
- 2008 - Indiewire Critics' Poll
  - Best Undistributed Film, secondo posto
- 2008 - Korean Association of Film Critics Awards
  - Miglior film
  - Miglior sceneggiatura a Hong Sang-soo